# Legião Nacional da Decência
Legião Nacional da Decência, também conhecida como Legião Católica da Decência, era um grupo católico fundado em 1933 como uma organização dedicada a identificar e combater conteúdo censurável em filmes do ponto de vista da Igreja americana.: 4 Depois de receber um selo de aprovação dos escritórios seculares atrás do Hollywood Código de produção, os filmes durante esse período foram então enviados à Legião Nacional de Decência para ser revisada antes de sua duplicação oficial e distribuição ao público em geral.: 5 A condenação da Legião abalaria o núcleo de um filme por sucesso, porque significava a população de católicos, cerca de vinte milhões de pessoas na época, era proibida de assistir a qualquer exibição do filme sob pena de pecado mortal. Os esforços para ajudar os paroquianos a evitar filmes com conteúdo objetivo saíram pela culatra quando se descobriu que ajudou a promover os filmes em bairros fortemente católicos entre católicos, que podem ter visto a lista como uma sugestão. Embora a Legião fosse frequentemente vista como um braço burocrático da Igreja Católica, ela era pouco mais que uma confederação frouxa de organizações locais, com cada diocese indicando um diretor local da Legião, geralmente uma padre paroquial, responsável pelas atividades da Legião naquela diocese.: 27
Em 1965, a Legião Nacional da Decência foi reorganizada como o Escritório Nacional Católico de Filmes (NCOMP). A classificação C foi emitida de 1933 até 1978. O sistema de classificação foi revisado em 1978, mesclando as designações C (condenadas) e B (parcialmente censuráveis) em O, o que significava "moralmente ofensivo". O NCOMP reatribuiu classificações para filmes antigos com base em seu novo sistema, tornando impossível determinar em seu próprio banco de dados se um filme classificado como O era originalmente B ou C. Em 1980, o NCOMP interrompeu as operações, juntamente com a revista quinzenal, que até então havia publicado classificações para 16.251 longas-metragens.

## História da censura no início do cinema americano
Em 1915, a Suprema Corte ouviu um caso sobre censura em filmes chamado Mutual Film Corp. contra Comissão Industrial de Ohio ; a Suprema Corte decidiu que os estados podiam censurar filmes antes de serem lançados. Em 1948, a Suprema Corte reverteu a decisão Mútua no caso Estados Unidos v. Paramount Pictures, Inc. . Este é o caso que estabeleceu a posição da Suprema Corte em relação à censura de filmes: que eles são protegidos pela Primeira Emenda como parte de liberdade de imprensa. : 63 Apenas quatro anos depois, em 1952, a Suprema Corte ouviu Joseph Burstyn, Inc. v. Wilson , o primeiro caso em que o a participação foi de que os filmes eram protegidos sob a seção de liberdade de expressão da Primeira Emenda e da Décima Quarta Emenda. Este caso, também conhecido como "O Milagre", foi baseado na proibição do italiano de filme O Milagre porque foi considerado sacrilégio por muitos grupos católicos, incluindo a Legião da Decência.: 64 A decisão da corte de que um filme não poderia ser banido por ser sacrílego foi contestado um ano depois no caso "Gelling v. Texas", no qual uma cidade do Texas proibiu um filme antes de seu lançamento. O tribunal confirmou sua decisão anterior no caso "Milagre", explicando que o povo americano poderia decidir por si mesmo o que deveria ou não ver. Mais tarde, em 1957, a Suprema Corte deu à indústria cinematográfica ainda mais liberdade em Roth vs. Estados Unidos ', que sustentava que os filmes não podiam ser banidos por serem inadequados. para crianças se o filme foi feito para o público em geral. A Suprema Corte tem sido consistentemente contra a censura estatal ao cinema desde que revogou sua aprovação inicial da prática em 1948.

## Sistema de classificação
A Legião da Decência tinha um conjunto estrito de regras e regulamentos aos quais Hollywood tinha que aderir para que seus filmes fossem vistos pelo público em boa luz. Se houvesse cenas sugestivas ou diálogos desaprovados na Igreja Católica, haveria especulações sobre a moralidade do filme e de seus criadores. Este foi um momento em que Hollywood não apenas teve que se preocupar com sua recepção pelos espectadores, mas também com a igreja. A ideia de censura atraiu as pessoas que pensavam que o bem geral era mais importante que as liberdades individuais. : 54 A Igreja Católica levou sua autoridade ao processo de cinema na tentativa de purificá-lo para o bem maior das pessoas que assistem filmes. Eles criticaram duramente o cinema e sua moralidade. Um padre de Buffalo, Nova York, chegou ao ponto de proferir um sermão sobre a indústria cinematográfica, soletrando a palavra "filmes" com novos significados: "M - significa ameaça moral, O - obscenidade, V - vulgaridade, I - imoralidade, E - exposição, S - sexo. ": 55
Com a introdução do som no cinema, havia uma preocupação dentro da igreja de que isso traria mais material subjetivo ao público. "O som liberou uma grande quantidade de material dramático que, pela primeira vez, poderia ser efetivamente apresentado na tela." Este código foi criado para "amplificar e adicionar esses princípios à luz da opinião responsável, para que todos os envolvidos na criação de imagens sonoras possam ter uma compreensão comum e comum. guia aceitável na manutenção de valores sociais e comunitários nas figuras." Em 1930, havia um código de produção (também conhecido como Código Hays) que todos os produtores de filmes tiveram que seguir para evitar conflitos.
A Produtores e Distribuidores de Filmes da América criou uma seção de princípios gerais que se enquadravam principalmente nos padrões morais, nos padrões corretos de vida e nos padrões da lei humana, não sendo violados. Os filmes eram indicados para uso em entretenimento e eram mal vistos quando se estendiam além dessa definição. Depois que os princípios gerais foram declarados, houve subseções de regras mais específicas que cobriam tópicos de assassinato, sexo, linguagem vulgar, palavrões no diálogo, o que os atores usavam, como dançavam, como praticavam religião no cinema e até os títulos que eram. usado para o filme. Como os filmes eram vistos como falando à moralidade do espectador, a igreja acreditava que eles precisavam refletir essa moralidade e não questioná-la ou levá-los ao pecado.
A Legião distribuiu uma lista de classificações para filmes, a fim de fornecer "uma estimativa moral dos filmes atuais de entretenimento". A Legião costumava ser mais conservadora em seus pontos de vista sobre os filmes do que a Motion Picture Association of America 'Código de produção. Os filmes foram classificados de acordo com o seguinte esquema:
- 'A' : moralmente inquestionável
- 'B' : moralmente censurável em parte
- 'C' : Condenado pela Legião de Decência

A classificação 'A' foi posteriormente dividida:
- 'A-I' : adequado para todos os públicos
- 'A-II' : Adequado para adultos; depois o & mdash; após a introdução de 'A-III' & mdash; adequado para adultos e adolescentes
- 'A-III' : Adequado apenas para adultos
- 'A-IV' : Para adultos com reservas

Em 1978, as classificações 'B' e 'C' foram combinadas em uma nova classificação 'O' para filmes "moralmente ofensivos".
A Legião da Decência colocou na lista negra muitos filmes por conteúdo moralmente ofensivo. "A condenação veio na forma de uma classificação 'C'." Os católicos praticantes foram instruídos a abster-se de assistir a esses filmes. Mais explicitamente, eles foram orientados a "permanecerem afastados de todos os filmes, exceto aqueles que não ofendem a decência e a moralidade cristã". Oficialmente, a terminologia para um filme na lista negra da Legião de Decência era uma classificação C, que significava "condenado". A discriminação geral de seu sistema de classificação é a seguinte: "A-I, aprovação geral; A-II, aprovada para adultos; B, em parte insatisfatória, nem recomendada nem condenada; e C, condenada".

## Promessa
Em 1933, o arcebispo John T. McNicholas, OP, compôs uma promessa de membro da Legião, que dizia em parte:

 Desejo ingressar na Legião da Decência, que condena imagens em movimento vis e prejudiciais. Eu me uno a todos os que protestam contra eles como uma grave ameaça à juventude, à vida doméstica, ao país e à religião. Eu condeno absolutamente aqueles filmes obscenos que, com outras agências degradantes, estão corrompendo a moral pública e promovendo uma mania sexual em nossa terra. […] Considerando esses males, prometo ficar longe de todos os filmes, exceto aqueles que não ofendem a decência e a moralidade cristã.
A promessa foi revisada em 1934:

 Eu condeno todos os filmes indecentes e imorais, e aqueles que glorificam crimes ou criminosos. Prometo fazer tudo o que puder para fortalecer a opinião pública contra a produção de filmes indecentes e imorais, e me unir a todos os que protestarem contra eles. Reconheço minha obrigação de formar uma consciência correta sobre imagens perigosas para minha vida moral. Comprometo-me a ficar longe deles. Prometo, além disso, ficar completamente longe dos locais de diversão que os mostram como uma questão de política.
Em 1938, a liga solicitou que o 'Juramento da Legião da Decência' fosse administrado anualmente na Festa da Imaculada Conceição (8 de dezembro).

## Conferência dos Estados Unidos do Escritório Episcopal de Cinema e Radiodifusão
O Escritório de Bispos Católicos da Conferência dos Estados Unidos para Cinema e Transmissão foi um escritório da Conferência dos Bispos Católicos dos Estados Unidos e é mais conhecido pela USCCB classificação de filme, uma continuação do Sistema de classificação da Legião Nacional da Decência iniciado em 1933 por Arcebispo de Cincinnati John T. McNicholas, OP.
Depois que o Escritório Nacional Católico de Cinema foi restabelecido em 1960, mais tarde se tornou o Escritório de Cinema e Radiodifusão (OFB). O Escritório de Cinema e A radiodifusão se fundiu com o Escritório Nacional Católico de Rádio e Televisão em 1980. Green, Jonathon. A Enciclopédia de Censura. Nova York, NY: Facts on File, 1990. Impressão.</ref> Juntos, eles revisaram filmes, rádio e televisão usando a mesma escala de classificação que a Legião da Decência original fez nas décadas de 1930 e 1940. Eles compartilhavam o mesmo objetivo, que era livrar a tela de histórias que diminuíam o padrão moral tradicional e convenciam as pessoas, especialmente os jovens a aceite falsos princípios de conduta. Em 1990, o Escritório Nacional Católico de Rádio e Televisão entrou em colapso, deixando o Escritório de Cinema e Radiodifusão para rever estritamente os filmes. O Escritório de Cinema e Radiodifusão trabalhou para revisar todos os filme nos Estados Unidos ainda aderindo ao sistema de classificação original.
A organização foi administrada pela Conferência Católica dos Estados Unidos em seu Departamento de Comunicações, mas mais tarde ingressou na Conferência Nacional dos Bispos Católicos e renomeou a Conferência dos Bispos Católicos dos Estados Unidos em 2001. O Escritório de Cinema e Radiodifusão continuava com o mesmo sistema de classificação de filmes. como a Legião da Decência. A classificação "A" significava moralmente inquestionável, mas se enquadra nas subcategorias de IA: Adequado para todos os públicos, AII: Adequado para adultos e adolescentes e AIII: Adequado apenas para adultos. As próximas classificações foram "B", que significava moralmente censurável em parte, e "C", o que significa que foi condenado pela Legião de Decência. O Escritório de Cinema começou com a intenção de avaliar todos os filmes feitos nos Estados Unidos e trabalhou por 45 anos.

### Controvérsias
Em 2005, cresceram as controvérsias em torno do intenso sistema de classificação e análises inconsistentes. Exemplos de filmes que receberam a classificação A-IV incluem O Exorcista e Saturday Night Fever, dois filmes cujo conteúdo foi visto por muitos como sendo exagerada pela grande imprensa, talvez levando a interpretações erradas e conclusões falsas citadas na descrição completa do rating. Em 1995, a descrição foi alterada para filmes "que não são moralmente ofensivos, mas não são para visualização casual". Por fim, o Escritório de Cinema e Radiodifusão fechou em 2010. O USCCB continua a fornecer voluntariamente informações e classificações de filmes para católicos através do Catholic News Service. O Catholic News Service também fornece acesso a resenhas arquivadas que datam de 2011 e anteriores.